# Buckinghamshire (dystrykt)
Buckinghamshire – dystrykt typu unitary authority obejmujący większą część hrabstwa ceremonialnego Buckinghamshire, w Anglii. Ośrodkiem administracyjnym jest Aylesbury. Organem zarządzającym jest Buckinghamshire Council.
Utworzony został 1 kwietnia 2020 roku w wyniku połączenia dystryktów niemetropolitalnych Aylesbury Vale, Chiltern, South Bucks oraz Wycombe i jednoczesnej likwidacji hrabstwa niemetropolitalnego Buckinghamshire.
Powierzchnia dystryktu wynosi 1565 km², liczba ludności 553 078 (2021).